# Тулин, Ингрид
Ингрид Тули́н (швед. Ingrid Thulin; 27 января 1926, Соллефтео, Швеция — 7 января 2004, Стокгольм, Швеция) — шведская актриса театра и кино, режиссёр, сценарист.

## Биография

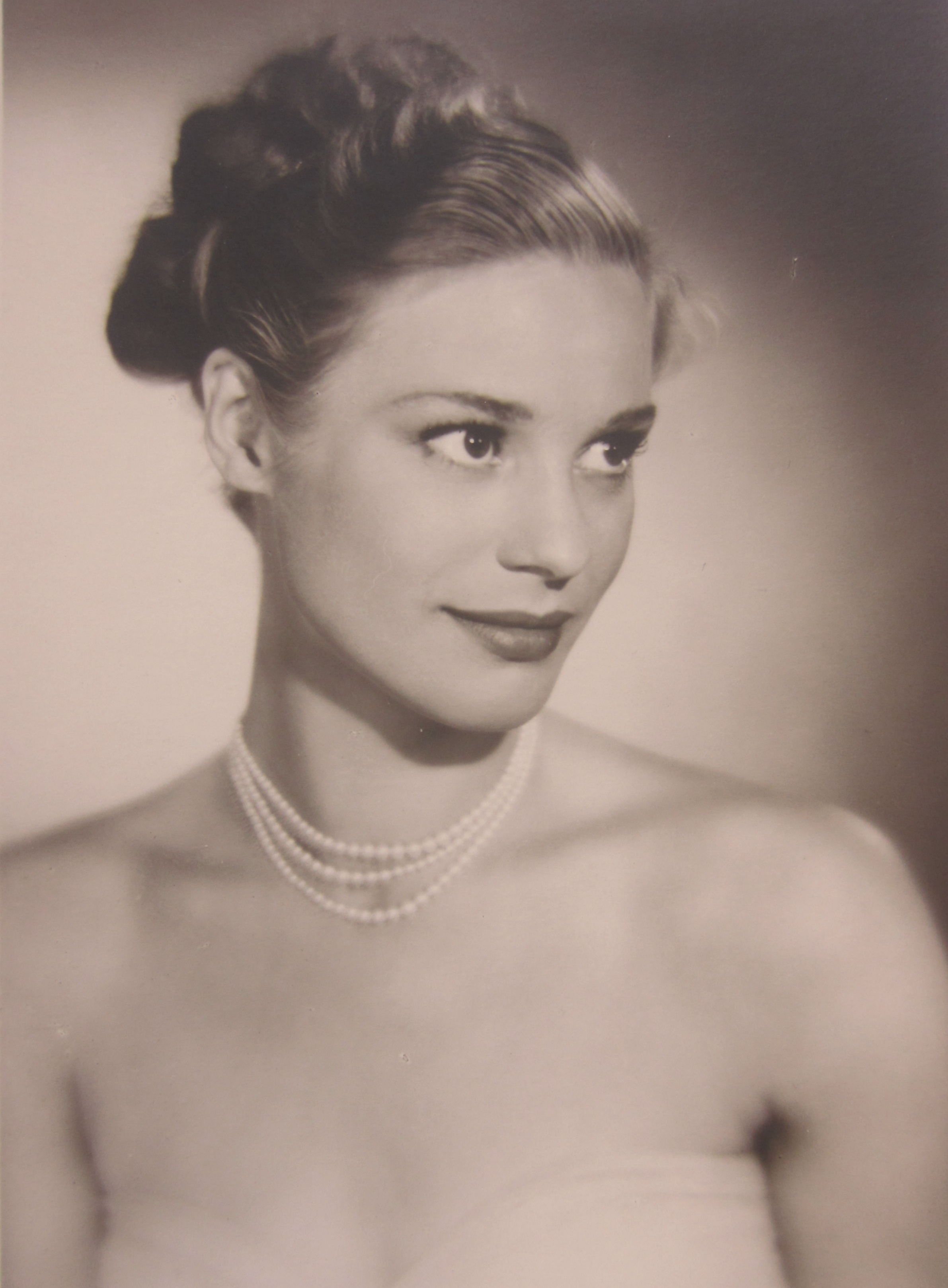
1952 год

Родилась в семье рыбака (отец — Адам Тулин, мать — Нанна Ларссон) в г. Соллефтео (лён Вестерноррланд, провинция Онгерманланд, Северная Швеция).
В юности занималась балетом, а в 1948 году окончила актёрскую школу при Стокгольмском королевском драматическом театре.
С середины 1950-х годов играла в театре, где исполнила множество разноплановых ролей классического и современного репертуара. Примечательна работа Тулин в «Пер Гюнте» Г. Ибсена, поставленном Ингмаром Бергманом в стокгольмском «Драмматене», а также их совместные работы в театре города Мальмё.
В кино Тулин дебютировала в 1948 году. Из ранних работ примечательна роль в фильме «Судья» классика шведского кино
Альфа Шёберга. В 1950—1980-х годах сыграла главные и второстепенные роли более чем в 70 кино- и телефильмах самых разнообразных жанров: от мелодрам до фильмов ужасов.
Работала с режиссёрами Лукино Висконти, Альфом Шебергом, Гансом Абрамсоном, Джулиано Монтальдо, Оке Обергом, Рольфом Хасбергом, Шелдоном Рейнольдсом, Ингве Гамлин, Тони де Грегорио, Мауро Болоньини, Аленом Рене, Вильготом Шеманом, Пьером Гранье-Дефером, Марко Феррери, Франко Джиральди, Николя Гесснером.
Особое место в творческой судьбе актрисы занимают работы в авторском кинематографе шведского режиссёра Ингмара Бергмана, у которого она, начиная с 1957-го по 1983 годы, снялась в девяти фильмах. 

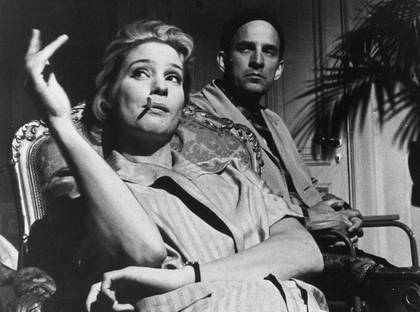
С Ингмаром Бергманом на съёмках фильма «Молчание» (1963)

В 1957 году Бергман приглашает Тулин на центральную женскую роль в картине «Земляничная поляна». Актриса создаёт образ Марианны Борг — невестки главного героя, пожилого профессора Борга, чувствовавшего приближение смерти. Дальнейшая совместная работа Бергмана и Тулин связана с фильмами «На пороге жизни», «Лицо», «Причастие», «Молчание», «Ритуал», «Шёпоты и крики», и позднее «После репетиции». В фильмах Бергмана Тулин разрабатывает серию сложных женских характеров: саморазрушительных и ментально раздвоенных, обнажающих противоречия сознательного и эмоционального, холодного рационализма и бурлящих внутренних страстей. В картинах знаменитого режиссёра Тулин достаются трагически-роковые, но в то же время очень человеческие и ранимые образы. Сам Бергман в книге «Картины» так описывал одного из её персонажей:

Женщина Тея (Ингрид Тулин), как мне представляется — полусознательная попытка отобразить мою собственную интуицию. У неё нет лица, она не знает, сколько ей лет, она уступчива, испытывает потребность нравиться. Подвержена внезапным импульсам, общается с богом, ангелами и демонами, верит, что она святая, пытается симулировать стигматизацию, чувствительна до предела, даже прикосновение одежды к коже порой вызывает у неё боль. Она не несёт в себе ни созидательного, ни деструктивного начала. Она — параболическая антенна для приема таинственных сигналов потусторонних передатчиков.
Участие в ключевых картинах Бергмана делает Ингрид Тулин одной из наиболее интригующих звезд европейского интеллектуального кинематографа. В 1958 году на Международном каннском кинофестивале, вместе с Эвой Дальбек, Биби Андерссон и Барброй Юрт аф Урнес, актриса удостаивается премии за лучшее исполнение женской роли в фильме «На пороге жизни».
В 1970-е годы «бергмановский» период в творчестве и жизни Ингрид Тулин сменяется «итальянским». Поселившись в этой стране, актриса значительно расширяет свой творческий диапазон, снимаясь у знаменитых, а порой и довольно скандальных режиссёров. В эти годы Тулин, оставаясь верной европейскому интеллектуальному кинематографу, обращается к игровым коммерческим лентам, в том числе брутально-эротическим, таким, как лента Тинто Брасса «Салон Китти».
В конце 1980-х годов, будучи уже шестидесятилетней, Тулин снимается в фильме Марко Феррери «Дом улыбок», где её героиня на склоне лет переживает неожиданное любовное увлечение. После этого фильма Ингрид Тулин окончательно отходит от актёрской деятельности.
В 1965 году актриса дебютирует в качестве режиссёра. В соавторстве с А. Эдваллом она снимает короткометражную ленту «Молитва». Затем, в 1978, совместно с Э. Юсефсоном и С. Нюквистом, Тулин ставит полнометражную картину «Один и Один», в которой параллельно играет главную роль. В 1982 году на экраны выходит самостоятельная картина Тулин «Расколотое небо», основанная на воспоминаниях актрисы о своем детстве в провинциальном шведском городке.
В 1980 году Ингрид Тулин председательствует в жюри Международного кинофестиваля в Западном Берлине.
Тулин была дважды замужем. Сначала (с 1952 по 1955 годы) за шведским театральным режиссёром и сценографом Клаесом Сюльвандером, а позднее в течение 33 лет (с 1956 по 1989 гг.) за Харри Шайном (1924—2006), кинокритиком, основателем и директором Шведского института кинематографии (Svenska Filminstitutet).
Последние годы своей жизни актриса провела в Риме. Вернуться на родину её заставила затяжная болезнь, в результате прервавшая её жизнь. В Стокгольме, незадолго до своего 78-летия Ингрид Тулин скончалась от рака.

## Премии и номинации
- «Серебряная премия за лучшую женскую роль» Каннского кинофестиваля в 1958 году за образ Сесилии Эллиус в фильме «На пороге жизни»
- Премия «Золотой жук» в 1964 году в номинации «Лучшая актриса» за роль Эстер в фильме «Молчание»
- Специальная премия «Давид ди Донателло» в 1974 году за роль Карин в фильме «Шёпоты и крики»
- Номинация на премию «BAFTA» в 1974 году в категории «Лучшая актриса» за роль Карин в фильме «Шёпоты и крики»

## Фильмография
- Дом улыбок/La Casa del sorriso (1988), роль: Adelina
- Сердце матери (фильм, 1988)/Il Cuore di mamma (1988), роль: Eloisa
- Orn (1987)
- День сначала/Il Giorno prima (1987), роль: Mrs. Havemeyer
- Корсар/Il Corsaro (ТВ) (1985)
- После репетиции/Efter repetitionen/After the Rehearsal (ТВ) (1984), роль: Rakel Egerman
- В день, когда я ушел, всю ночь шел дождь/It Rained All Night the Day I Left (1980)
- Один и один/En och en (1978), роль: Ylva
- Il Viaggio nelle vertigini (1977)
- Аньезе идет на смерть/L' Agnese va a morire (1976), роль: Agnese
- Перевал Кассандры/Мост Кассандры/The Cassandra Crossing (1976), роль: Dr. Elena Stradner
- Салон Китти/Salon Kitty (1976), роль: Kitty Kellermann
- Клетка/ La Cage (1975), роль: Helene
- Моисей (1975)
- Monismanien 1995 (1975)
- E cominciò il viaggio nella vertigine (1974)
- En Handfull kärlek (1974), роль: Inez Crona
- Святое семейство/La Sainte famille (1972)
- Шёпоты и крики/Viskningar och rop (1972), роль: Карин
- N.P. il segreto (1971), роль: N.P.'s Wife
- Короткая ночь стеклянных кукол/La Corta notte delle bambole di vetro (1971), роль: Jessica
- Гибель богов/La Caduta degli dei (1969), роль: Sophie Von Essenbeck
- Ритуал/Riten (ТВ) (1969), роль: Thea
- O.K. Yevtushenko (1968), роль: Nando Girl
- Adélaïde (1968), роль: Elisabeth Hermann
- Badarna (1968), роль: Cook
- Diablo bajo la almohada, Un (1968), роль: Camila
- Час волка/Vimmenargt/Hour of the Wolf (1968), роль: Veronica Vogler
- Domani non siamo più qui (1967), роль: Gioia
- Ночные игры/Nattlek (1966), роль: Irene
- Война окончена/La Guerre est finie (1966), роль: Marianne
- Молитва/Hängivelse (1965)
- Return from the Ashes (1965), роль: Dr. Michele Wolf
- Der Film den niemand sieht(1964)
- Леди/Die Lady (1964)
- Секстет/Sekstet (1963), роль: Elaine
- Молчание/Tystnaden/The Silence (1963), роль: Ester
- Ett Drömspel (ТВ) (1963), роль: Agnes
- Agostino (1962), роль: Agostino’s Mother
- Причастие/Nattvardsgästerna/ Winter Light (1962), роль: Märta Lundberg, Schoolteacher
- Четыре всадника Апокалипсиса/The Four Horsemen of the Apocalypse (1962), роль: Marguerite Laurier
- Syskon (ТВ) (1961), роль: Irène
- Судья / Domaren (1960) — Брита Рэндел
- Vår ofödde son (ТВ) (1959), роль: Helena Andersson, teacher
- Älska (ТВ) (1959), роль: Hélène
- Лицо/Ansiktet (1958), роль: Manda Vogler
- На пороге жизни/Nära livet (1958), роль: Cecilia Ellius
- Земляничная поляна/Smultronstället/Wild Strawberries (1957), роль: Marianne Borg
- Aldrig i livet (1957), роль: Lily
- Иностранная интрига/Foreign Intrigue (1956), роль: Brita Lindquist
- Danssalongen (1955), роль: Cecilia
- Hoppsan! (1955), роль: Malou Hjorthage
- Två sköna juveler (1954), роль: Lilly Fridh
- I rök och dans (1954), роль: Woman in haystack
- En Skärgårdsnatt (1953), роль: Ingrid
- Göingehövdingen (1953), роль: Anna Ryding
- Встреча с судьбой/Möte med livet (1952), роль: Viola
- Kalle Karlsson från Jularbo (1952), роль: Elsa
- Иностранная интрига/Foreign Intrigue (сериал) (1951—1955), роль: Ilsa
- Leva på 'Hoppet' (1951), роль: Yvonne
- När kärleken kom till byn (1950), роль: Agneta
- Похитители сердец/Hjärter knekt (1950), роль: Gunvor Ranterud
- Любовь возьмет верх/Kärleken segrar (1949), роль: Margit Dahlman
- Сын моря/Havets son (1949), роль: Gudrun
- Känn dej som Hemma (1948), роль: Elsa Carlsson
- Куда дуют ветры/Dit vindarna bär (1948), роль: Girl

## Режиссёр
- Расколотое небо/Brusten himmel (1982)
- Один и один/En och en (1978) — совместно с Свеном Нюквистом и Эрландом Юзефсоном
- Молитва/Hängivelse (1965) — совместно с А. Эдваллом

## Сценарист
- Расколотое небо/Brusten himmel (1982)

## Документальные
- Лукино Висконти/Luchino Visconti (1999)